# أوكازاكي (آيتشي)
أوكازاكي مدينة تقع ضمن محافظة آيتشي في اليابان، تأسست في 7/1/1916، بلغ عدد تعداد سكانها في 1 يناير – 2008 حوالي 371380 مساحتها الإجمالية حوالي 387.24 كم٢ لتصبح كثافة سكانها 959 نسمة لكل كيلو متر مربع.

## توأمة
لأوكازاكي (آيتشي) اتفاقيات توأمة مع كل من:
- فوكوياما
- شاطئ نيوبورت
- اوديفالا [الإنجليزية]‏
- هوهوت
- إشيغاكا
- تشيغاساكي
- ساكو
- سيكيغاهارا [الإنجليزية]‏
- توكونامه
- كانازاوا
- الأرجنتين
- زامبيا
- السويد
- مدغشقر

## معرض صور

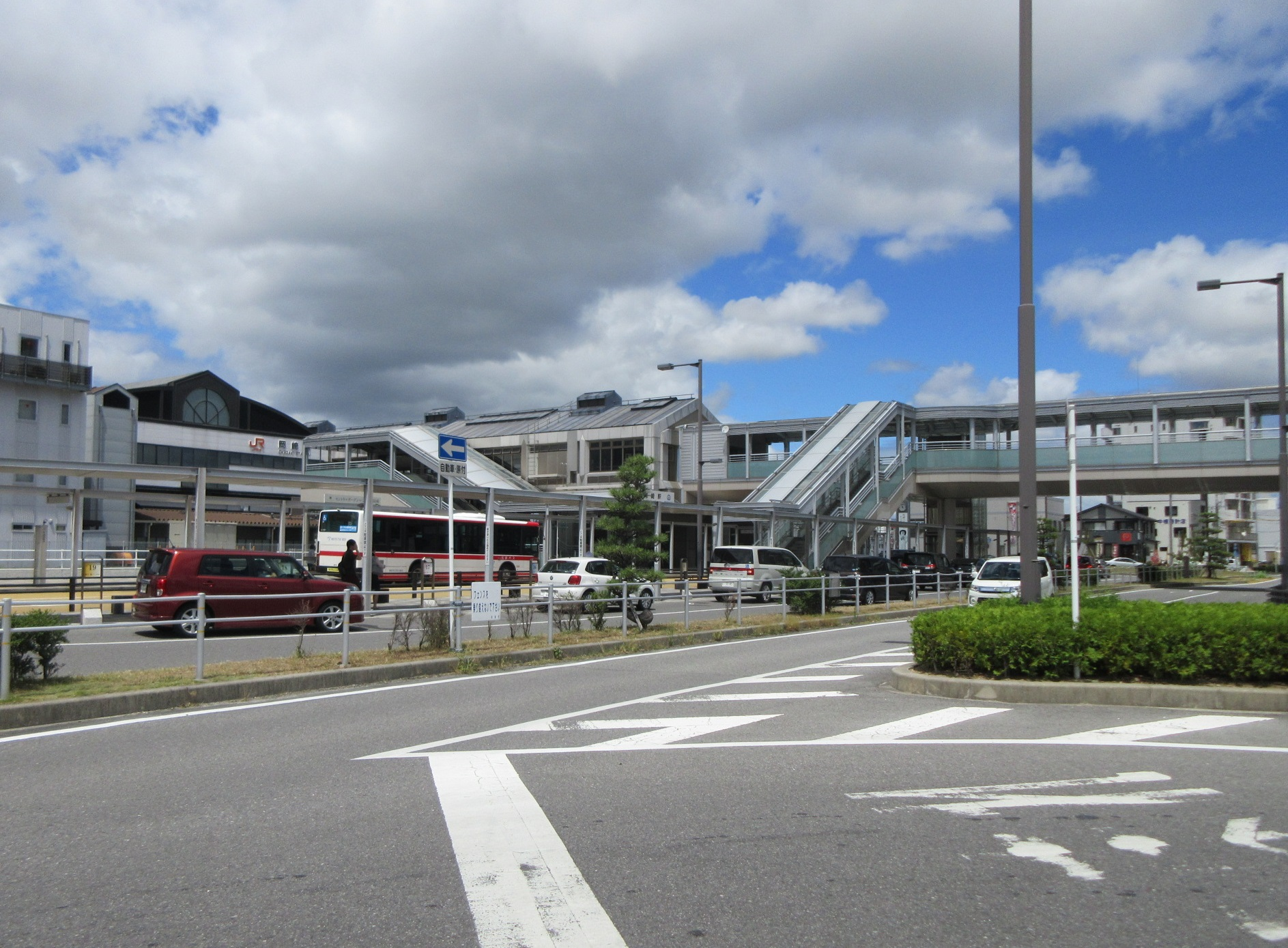
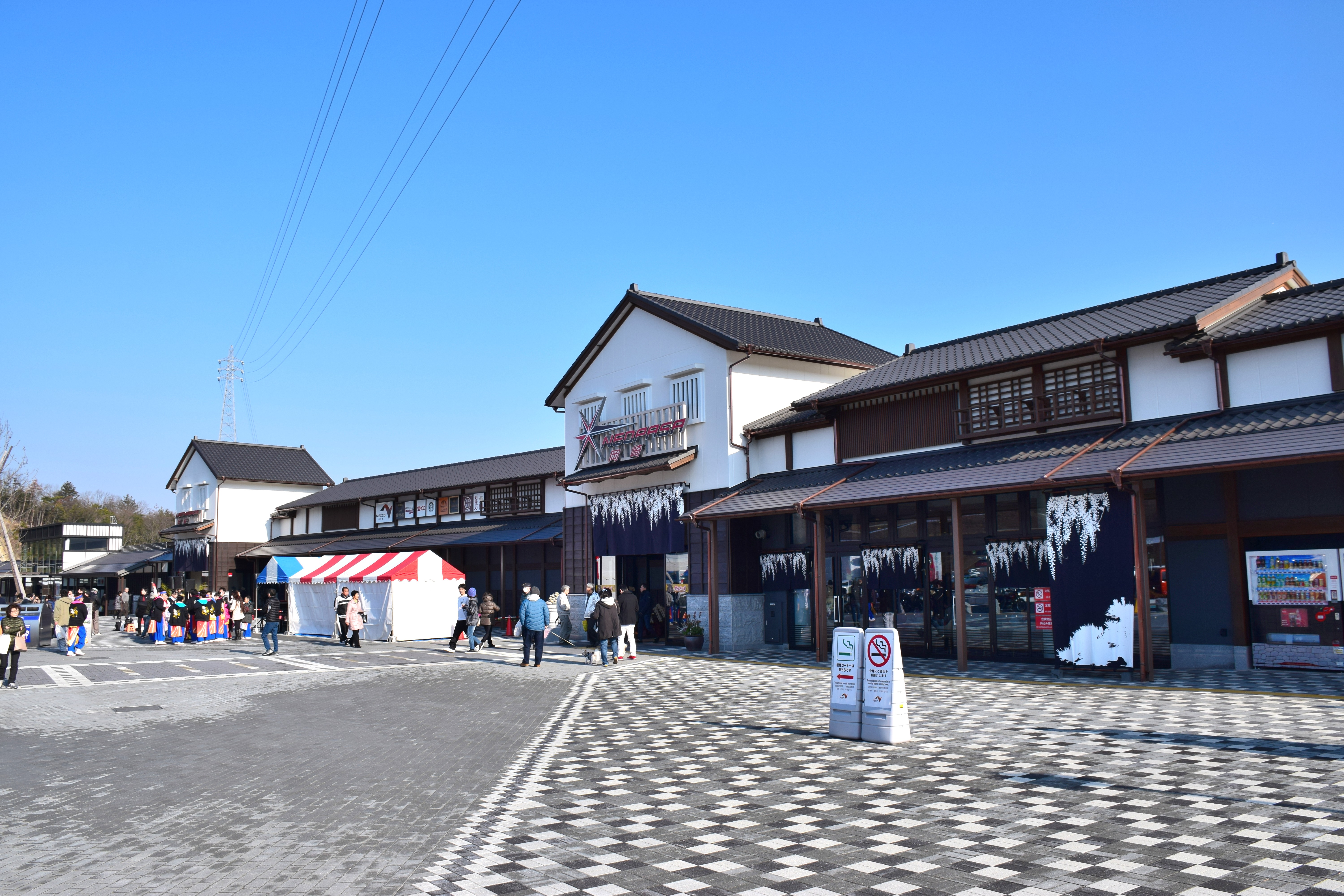
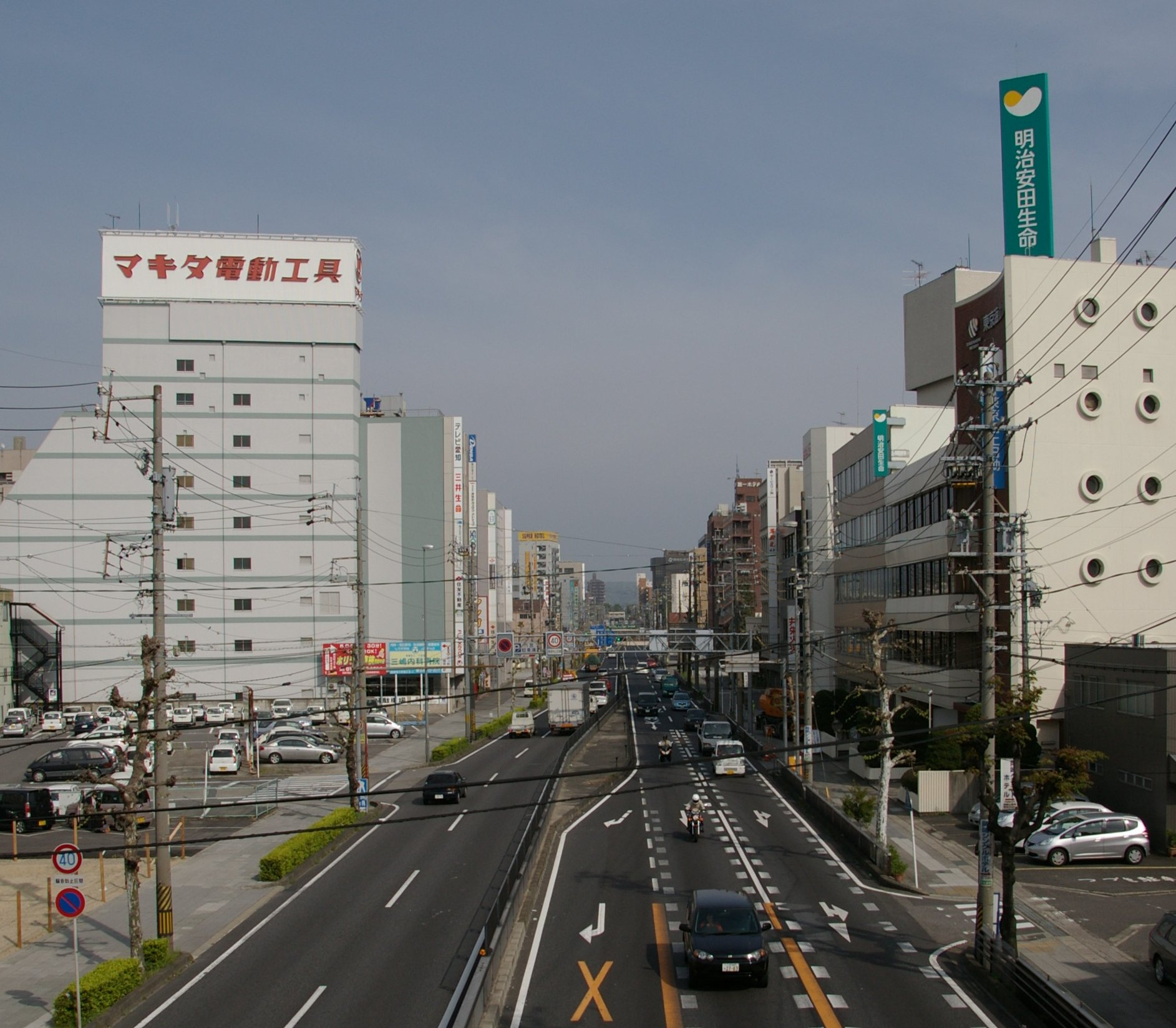
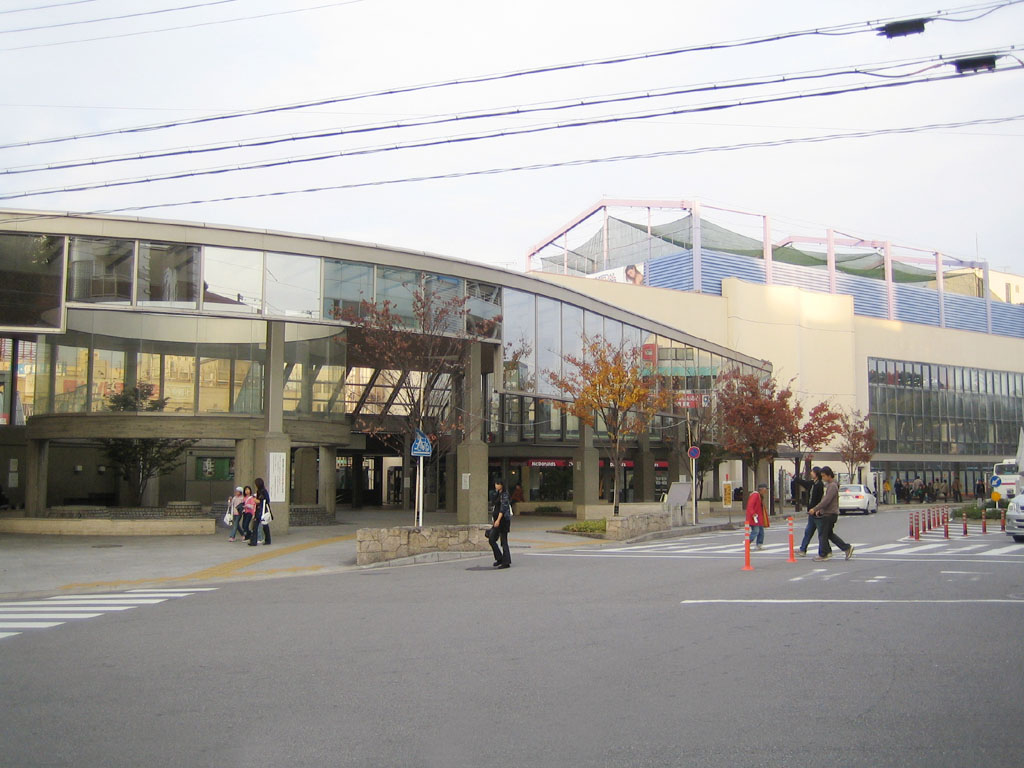

## أعلام
- كازوكي ناكاجيما
- موتو كيمورا
- يوكي فوكايا
- ريو ميايتشي
- ساتورو ناكاجيما

## هوامش
1. 1 2  GeoNames (بالإنجليزية), 2005, QID:Q830106
2. ↑  موقع محافظة آيتشي. نسخة محفوظة 13 يوليو 2018 على موقع واي باك مشين.